# Una pessima madre ideale
Una pessima madre ideale (나쁜엄마?, Nappeun eommaLR; lett. "Cattiva madre") è una serie televisiva sudcoreana trasmessa su JTBC dal 26 aprile all'8 giugno 2023. Internazionalmente è distribuita da Netflix.
Con l'ultimo episodio è diventata la serie del mercoledì/giovedì più vista fino a quel momento su JTBC.

## Trama
A causa di un incidente, l'ambizioso procuratore Choi Kang-ho regredisce mentalmente allo stato infantile, costringendo lui e sua madre Young-soon a rivedere il loro rapporto.

## Personaggi e interpreti
- Jin Young-soon, interpretata da Ra Mi-ran
- Choi Kang-ho, interpretato da Lee Do-hyun
- Lee Mi-joo, interpretata da Ahn Eun-jin
- Bang Sam-sik, interpretato da Yoo In-soo

## Riconoscimenti
- Baeksang Arts Award[5]
  - 2024 – Candidatura Miglior drama
  - 2024 – Candidatura Miglior attrice a Ra Mi-ran
  - 2024 – Candidatura Miglior attrice di supporto a Kang Mal-geum
  - 2024 – Candidatura Miglior sceneggiatura a Bae Se-young